# 星期评论
《星期评论》是中国五四运动时期，诞生于上海的周刊。《星期评论》受到孙中山领导中华革命党的指导与经济支持，与陈独秀、李大钊等人创办的《每周评论》齐名，当时被誉为“舆论界中最亮的两颗明星”。 《星期评论》于1919年6月8日创刊，1920年6月6日停刊，总刊号数53期。